# Wilson & Soraia
Wilson & Soraia é uma dupla sertaneja brasileira formada pelos irmãos Wilson Roberto Bauermann (São Paulo, 18 de julho de 1956) e Soraia Bauermann (São Paulo, 18 de março de 1972).

## Carreira

### Primeira Fase
A dupla foi formada em 1991, embora desde 1984 os irmãos já cantassem em um grupo chamado A Gruta.
Em 1992, lançaram o primeiro álbum, chamado Aquarela Sertaneja, pela gravadora Som Livre. No ano seguinte lançaram o álbum Wilson e Soraia.
Em 1995, lançaram o álbum Nós Dois para Sempre, na qual a faixa "Pra Sempre Vou Te Amar (Forever by Your Side)" originalmente gravada pela cantora Adriana em 1986 que entrou na trilha sonora da novela Irmãos Coragem, de 1995.
Em 1999, lançaram o último álbum de estúdio, chamado Nada Foi em Vão. Esse álbum foi indicado ao Grammy Latino de 2000 na categoria de Álbum Sertanejo, mas acabou perdendo para o álbum do cantor Sérgio Reis.
Em 2002, a dupla se desfez e ambos seguiram carreiras solos.

### Retorno
Em 2012, a dupla anunciou a volta.
Em abril de 2025, lançam o single “Eu Preciso de Você“, uma versão em português do hit mundial “I Need You Now”, de Lady Antebellum.

## Discografia
- 1992 - Aquarela Sertaneja
- 1993 - Wilson e Soraia
- 1995 - Nós Dois para Sempre
- 1999 - Nada Foi em Vão